# 국립국악중학교
국립국악중학교(國立國樂中學校, Gukak National Middle School)는 서울특별시 강남구 포이동에 소재하는 국악 교육을 위한 국립 예술학교이다. 국악학교 또는 국립국악학교로 불리다가, 2015년에 '국립국악중학교'로 공식명칭이 변경되었다.

## 개요
- 1955년 4월 1일, 종로구 운니동에 '국립 국악원 부설 국악사 양성소'로 개소하였다.
- 최초의 국악교육기관인 중고등 6년제 "국립국악원 부설 국악사 양성소"가 전신이며, 1972년부터 국악고등학교로 불리게 되면서 중학교 과정을 폐지하였다가, 그 후 조기 교육의 일환으로 다시 중학교 과정을 1991년 국립학교 설치령으로 인가를 받아 국악학교로 개교하였다.
- 개교 시의 전공은 가야금, 거문고, 대금, 피리, 해금, 무용의 6개의 전공으로 시작하였으나 2002년에 판소리, 2005학년부터는 정가와 민요, 2010년에는 아쟁, 2012년에는 타악전공이 신설되어 현재에는 11개의 전공이 되었고 일반 교과는 중학교 과정의 국민공통기본교육과정을 모두 이수하고 있다.
- 시설현황은 개교 초기에는 현 국악고등학교 건물을 공동 사용하다가 2002년3월 현재의 신축 교사동으로 이전하였다.
- 2015년 2월에 종합예술관동을 준공 하여 전공실과 방음, 냉난방 시설을 제대로 갖춘 개인 실기 연습실 등을 갖춰 교육 환경이 매우 개선되었다.
- 중요 시설로는 교실 11, 전공실 19, 합주실 8, 무용실 2, 개인 실기 연습실 59, 컴퓨터실 1, 시청각실 2, 음악실 3, 과학실 1 등이 있으며 보건실, 도서실, 우륵당, 기숙사 시설인 정진사는 고등학교와 공동으로 사용하고 있다.
- 2016년 1월 기준 학생 정원은 340명 남녀공학이고 비율은 남학생 9%, 여학생 91% 정도이며 1,2학년 4개 학급 총 12개 학급으로 운영되고 있다.

## 역사
- 1955년 국악사양성소 (6년제, 운니동)
- 1967년 장충동으로 이전
- 1972년 국악고등학교로 개편하고 중학교 과정 폐지
- 1988년 국악학교 설립을 위한 국립학교 설치령 개정(제49조)
- 1991년 국립국악학교 개교 및 제 1회 입학식
- 1991년 포이동으로 이전
- 2015년 신축건물 준공 및 국립국악중학교로 공식 명칭 변경

## 같이 보기
- 국악고등학교
- 국립국악원
- 국립전통예술중학교